# Pandanus rotumaensis
Pandanus rotumaensis är en enhjärtbladig växtart som beskrevs av Harold St.John. Pandanus rotumaensis ingår i släktet Pandanus och familjen Pandanaceae. Inga underarter finns listade.